# Anton Pavlovich Chekhov
Anton Pavlovich Chekhov (tiếng Nga: Антон Павлович Чехов; phiên âm: An-tôn Páp-lô-vích Sê-khốp, 1860–1904) là nhà viết kịch, nhà văn chuyên thể loại truyện ngắn người Nga. Ông được xem là một trong những nhà văn chuyên thể loại truyện ngắn vĩ đại nhất trong lịch sử nhân loại. Sự nghiệp viết kịch của ông để lại cho hậu thế bốn tác phẩm kinh điển, còn những truyện ngắn đặc sắc nhất của ông luôn được giới văn sĩ và giới phê bình quý trọng. Cùng với Henrik Ibsen và August Strindberg, Chekhov được xem là một trong ba trụ cột lớn cho sự ra đời của chủ nghĩa hiện thực trong các loại hình sân khấu. Chekhov làm nghề bác sĩ trong phần lớn sự nghiệp viết văn, với ông:"Y học là vợ trên pháp luật của tôi, còn văn học là tình nhân của tôi."
Chekhov rời bỏ sự nghiệp viết kịch sau khi cho ra đời vở kịch Chim hải âu năm 1896. Vở kịch đã trở nên nổi tiếng tại Nhà hát Nghệ thuật Moskva, nhà công của Konstantin Stanislavski, sau đó Chekhov tiếp tục viết vở Cậu Vanya và sáng tạo nốt hai vở kịch cuối cùng, Ba chị em và Vườn anh đào. Bốn tác phẩm kịch này thực sự là một thử thách với các đoàn kịch cũng như với khán giả bởi thay vì diễn biến truyền thống, Chekhov lại đưa vào trong kịch một "sân khấu của cảm xúc" và một "cuộc đời chìm nổi trong các câu văn."
Hồi đầu, Chekhov định viết truyện ngắn để kiếm thêm thu nhập, nhưng khi khát vọng nghệ thuật trỗi dậy, ông đã sáng tạo nên những đổi mới chính thức, ảnh hưởng tới toàn tiến trình phát triển của truyện ngắn hiện đại. Ông không cảm thấy có lỗi với độc giả vì sự đổi mới này vì ông luôn nhấn mạnh rằng "Vai trò của một nghệ sĩ là đặt ra câu hỏi chứ không phải trả lời chúng".

## Tiểu sử và sự nghiệp
Chekhov sinh ngày 29 tháng 1 năm 1860 ở thị trấn Taganrog miền nam nước Nga, nơi cha ông làm chủ một cửa hiệu tạp hóa nhỏ. Năm 1879, ông theo học ngành y tại Đại học Quốc gia Moskva. Ở đây, ông bắt đầu vẽ biếm họa cho một số tạp chí hài để hỗ trợ gia đình. Sau khi tốt nghiệp năm 1884, Chekhov hành nghề y nhưng vẫn tiếp tục sáng tác. Đến năm 1887, văn tài của ông đã được chấp nhận rộng rãi, và việc sáng tác không cho phép ông dành nhiều thì giờ cho y khoa.
Thời kỳ từ 1886 đến 1888 là giai đoạn Chekhov chuyển tiếp từ thể loại truyện ngắn khôi hài dưới 1.000 chữ qua những truyện ngắn dài hơn, có chủ đề nghiêm túc hơn và văn phong chững chạc hơn. Những truyện ngắn trong thập niên 1890 đem lại một cái nhìn rộng lớn về xã hội nước Nga cuối thế kỷ 19, miêu tả sự chính xác về xã hội của cuộc đời những nông dân, trí thức, tư thương, giáo sĩ, phụ nữ và trẻ em trong những bối cảnh có tính phổ cập và bất biến với thời gian.
Chekhov bị bệnh lao, và năm 1897 phải dời đến cư ngụ ở vùng ấm áp Yalta, nằm kề Biển Đen. Năm 1901, ông kết hôn với nữ diễn viên Olga Leonardovna Knipper. Trong thời gian này, sức khỏe của ông đi xuống dần. Ông qua đời năm 1904 ở khu nghỉ mát Badenweiler tại Đức trong khi đang tìm cách chữa trị.

## Thời niên thiếu & giáo dục
Anton Pavlovich Chekhov sinh ngày 29 tháng 1 năm 1860 (lịch Julian: 17 tháng 1 năm 1860) tại Taganrog, một thị trấn cảng ven bờ biển Azov, miền Nam Đế quốc Nga.
```
Chekhov là người con thứ ba trong số 6 người con. Ông Pavel Yegorovich Chekhov, cha đẻ Chekhov, là chủ một cửa hiệu tạp hóa nhỏ thường gặp khó khăn về tiền bạc. Mẹ của ông, bà Yevgeniya (Morozova), rất thích kể câu chuyện về thời bà cùng ông bố đi khắp nước Nga buôn bán vải vóc. Như sau này Chekhov nhớ lại: "Bố trao tài năng cho chúng tôi, nhưng mẹ mới là người trao linh hồn".
```

Sau khi tuyên bố phá sản năm 1875, ông Pavel quyết định đưa cả gia đình tới Moskva để ông tìm việc mới, trong lúc đó Chekhov vẫn ở lại Taranrog cho đến khi tốt nghiệp. Chekhov đoàn tụ với gia đình tại Moskva năm 1879 rồi sau đó được nhận vào học ngành y trường Đại học Y khoa Quốc gia Moskva I mang tên I.M. Sechenov. Nhằm hỗ trợ khó khăn tài chính cho gia đình, Chekhov làm thêm nghề viết lách, sáng tác cả trăm truyện tranh ngắn dưới một bút danh cho các tạp chí địa phương.

## Sự nghiệp sáng tác
Sau khi tốt nghiệp năm 1884, Chekhov hành nghề y nhưng vẫn tiếp tục sáng tác. Đến năm 1887, văn tài của ông đã được chấp nhận rộng rãi, và việc sáng tác không cho phép ông dành nhiều thì giờ cho y khoa.
Thời kỳ từ 1886 đến 1888 là giai đoạn Chekhov chuyển tiếp từ thể loại truyện ngắn khôi hài dưới 1.000 chữ qua những truyện ngắn dài hơn, có chủ đề nghiêm túc hơn và văn phong chững chạc hơn. Những truyện ngắn trong thập niên 1890 đem lại một cái nhìn rộng lớn về xã hội nước Nga cuối thế kỷ 19, miêu tả sự chính xác về xã hội của cuộc đời những nông dân, trí thức, tư thương, giáo sĩ, phụ nữ và trẻ em trong những bối cảnh có tính phổ cập và bất biến với thời gian.
Chekhov bị bệnh lao, và năm 1897 phải dời đến cư ngụ ở vùng ấm áp Yalta, nằm kề Biển Đen. Năm 1901, ông kết hôn với nữ diễn viên Olga Leonardovna Knipper. Trong thời gian này, sức khỏe của ông đi xuống dần. Ông qua đời năm 1904 ở khu nghỉ mát Badenweiler tại Đức trong khi đang tìm cách chữa trị.

### Tác phẩm
Giới sân khấu vẫn luôn mến mộ những tác phẩm của Chekhov. Sau một ít thất bại, vở kịch Hải âu (Чайка) được Nhà hát Moskva trình diễn thành công năm 1898. Cùng với ba vở kế tiếp ra đời năm 1898, 1901 và 1904, cả bốn vở được xem là kiệt tác. Trong các tác phẩm kịch nghệ, Chekhov muốn truyền đạt những bối cảnh của đời thường, thoát ra khỏi khuôn sáo truyền thống của mô-típ và cách diễn đạt kịch tính. Lời thoại trong kịch của ông không suôn sẻ hoặc trọn vẹn: các nhân vật ngắt lời nhau, nhiều lời thoại cất lên cùng một lúc, và có những đoạn tĩnh lặng dài khi không nhân vật nào cất lên tiếng nói. Các vở kịch của ông thoát khỏi khuôn sáo là chủ yếu tập trung vào nhân vật chính.
Nhiều truyện ngắn của Chekhov đã được dịch ra tiếng Việt, nổi tiếng nhất (có lẽ) là truyện Người trong bao.

## Công nhận
Vài tháng trước khi tạ thế, Chekhov tâm sự với nhà văn Ivan Bunin rằng ông nghĩ mọi người sẽ tiếp tục đọc tác phẩm của ông thêm 7 năm nữa. "Tại sao lại là số bảy?", Bunin hỏi. Chekhov trả lời: "Ừm, bảy năm rưỡi. Không tệ đâu. Tôi còn sống thêm sáu năm nữa".
Sau khi qua đời, tên tuổi của Chekhov nổi tiếng vượt xa kỳ vọng của ông. Sự tán thưởng dành cho vở kịch Vườn anh đào vào năm ông qua đời đã chứng minh tình cảm của công chúng Nga dành cho nhà văn vĩ đại, qua đó đưa tên tuổi ông lên vị trí thứ hai sau tiểu thuyết gia Lev Tolstoy, người sống lâu hơn ông sáu năm. Bản thân Tolstoy cũng là một người hâm mộ truyện ngắn Chekhov ngay từ thuở ban đầu. Ông liệt kê một danh sách các truyện ngắn Chekhov và gắn "hạng nhất", "hạng nhì" cho những truyện này. Danh sách truyện hạng nhất bao gồm: Lũ trẻ, Cô gái trong dàn đồng ca, Một vở kịch, Mái nhà, Cảnh nghèo, Trốn chạy, Trong phiên tòa, Vanka, Các quý bà, Kẻ bất lương, Những cậu bé, Bóng tối, Buồn ngủ, Đồng sự và Người yêu. Hạng hai gồm có: Một tội lỗi, Nỗi buồn, Mụ phù thủy, Verochka, Ở vùng đất lạ, Đám cưới của đầu bếp, Công việc buồn tẻ, Nổi dậy, Ồ!, Mặt nạ, Điềm may của người phụ nữ, Đám cưới, Thần kinh, Sinh vật yếu đuối và Vợ nông dân. Nếu bất kỳ ai hoài nghi sự nghèo khổ và ảm đạm của nước Nga hồi những năm 1880, nhà hoạt động xã hội người Nga theo chủ nghĩa vô chính phủ người Kropotkin trả lời rằng: chỉ cần đọc truyện của Chekhov.
Suốt cuộc đời Chekhov, các nhà phê bình người Anh và Ai-len nhìn chung không thấy tác phẩm của ông có gì thú vị. E. J. Dillon nghĩ "hiệu quả mà truyện Chekhov tạo nên ở người đọc được thúc đẩy nhờ một cuộc triển lãm những rác rưởi của nhân loại, thể hiện qua những người không kiên định, nhu nhược và gió chiều nào theo chiều ấy. R. E. C. Long cho rằng "Các nhân vật của Chekhov rất đáng ghét, và Chekhov rất thích lột trần những mớ rác rưởi khỏi nhân cách linh hồn con người". Sau khi qua đời, tên tuổi Chekhov đã được tái ngợi ca. Bản dịch của Constance Garnett giúp ông giành được vị trí trong lòng độc giả ngôn ngữ Anh và nhận được sự kính trọng của các nhà văn như James Joyce, Virginia Woolf, and Katherine Mansfield (truyện "Đứa trẻ mệt mỏi" - "The Child Who Was Tired" của Mansfield rất giống truyện "Buồn ngủ" của Chekhov). Nhà phê bình người Nga D. S. Mirsky, cư ngụ ở Anh quốc, giải thích rằng sự phổ biến của Chekhov tại quốc gia này có được nhờ "sự loại bỏ hoàn toàn một cách bất thường những thứ chúng ta thường gọi là giá trị anh hùng". Ngay ở nước Nga, kịch của Chekhov trở nên lỗi thời sau Cách mạng năm 1917, nhưng sau đó đã trở về với kho tàng kinh điển Liên Xô. Ví dụ như nhân vật Lopakhin, đã được "tái phát minh" thành một anh hùng của trật tự mới, vươn lên từ địa vị khiêm tốn để rồi cuói cùng đạt được đẳng cấp quý tộc.
Một trong những người nước ngoài đầu tiên khen ngợi kịch Chekhov là George Bernard Shaw. Ông coi truyện Mái nhà tan vỡ (Heartbreak House) là "Một khúc nhạc theo phong cách Nga viết về chủ đề Anh quốc" và chỉ ra sự tương đồng giữa tầng lớp sở hữu đất đai riêng ở Anh với những người tương tự vậy ở Nga, được Chekhov miêu tả là "những người thú vị như nhau thì nói ra những điều cũng phù phiếm như nhau".
Ernest Hemingway, một nhà văn khác chịu ảnh hưởng của Chekhov, ghen tức hơn: "Chekhov viết sáu truyện ngắn hay. Nhưng ông ấy vẫn chỉ là cây bút nghiệp dư mà thôi". Vladimir Nabokov phê bình tác phẩm của Chekhov là "pha trộn tính tầm thường khó chịu, những tính ngữ đã có sẵn và sự lặp đi lặp lại". Nhưng Nabokov cũng tuyên bố "nhưng tác phẩm của ông ấy là thứ tôi sẽ mang theo nếu phải đi tới hành tinh khác" và gọi truyện Người đàn bà và con chó nhỏ là "một trong những truyện ngắn vĩ đại nhất từng được viết nên" xét trên sự mô tả một mối quan hệ mơ hồ, và miêu tả Chekhov viết văn "theo cách một người kể cho người khác về những thứ quan trọng nhất trong cuộc đời ông ấy, chậm rãi nhưng không ngơi nghỉ, với giọng điệu có chút dịu nhẹ."

## Đánh giá

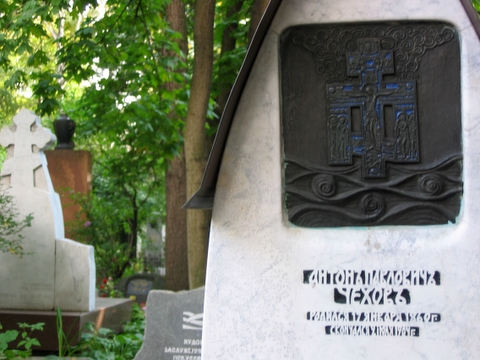
Mộ của ông ở Nghĩa trang Novodevichy, Moskva

Chekhov được xem như là người đã nâng thể loại truyện ngắn lên một tầm cao mới trong nền văn học Nga, và dần dần trong nền văn học của thế giới. Với cái nhìn trầm tĩnh, trung thực về những nhân vật, Chekhov thể hiện nội tâm và cảm nghĩ của họ một cách gián tiếp, qua ẩn dụ thay vì miêu tả trực tiếp. Những cấu kết trong truyện của ông thường giản dị, và kết cục thường được để ngỏ thay vì là chung quyết. Những tác phẩm của Chekhov biểu hiện sâu xa ẩn lấp dưới bề mặt cuộc đời thường của những con người bình thường.
| “                         | Người thông minh thích học, nhưng kẻ ngu lại thích dạy. | ” |
| — Anton Pavlovich Chekhov |                                                         |   |

Về mặt nghệ thuật truyện ngắn của Chekhov có chiều sâu tâm lý rất lớn, lột tả rất xác thực các tinh tế nội tâm đặc trưng của các tầng lớp người Nga thế kỷ 19 nhất là thành phần thị dân, trí thức trung lưu và thợ thuyền trong các thành phố đang hình thành của nước Nga, nên có thể nói Chekhov là nhà văn của tầng lớp thành thị Nga. Ngôn ngữ của truyện ngắn Chekhov rất tinh tế đã nâng tiếng Nga lên tầm hiện đại và làm giàu rất nhiều cho loại ngôn ngữ này. Ông là nhà văn đã để lại ảnh hưởng rất lớn lên văn học và văn hoá Nga cũng như trong văn học thế giới.